# Polycarpa argentata
Polycarpa argentata is een zakpijpensoort uit de familie van de Styelidae. De wetenschappelijke naam van de soort is voor het eerst geldig gepubliceerd in 1890 door Sluiter.